# 行徳駅前公園

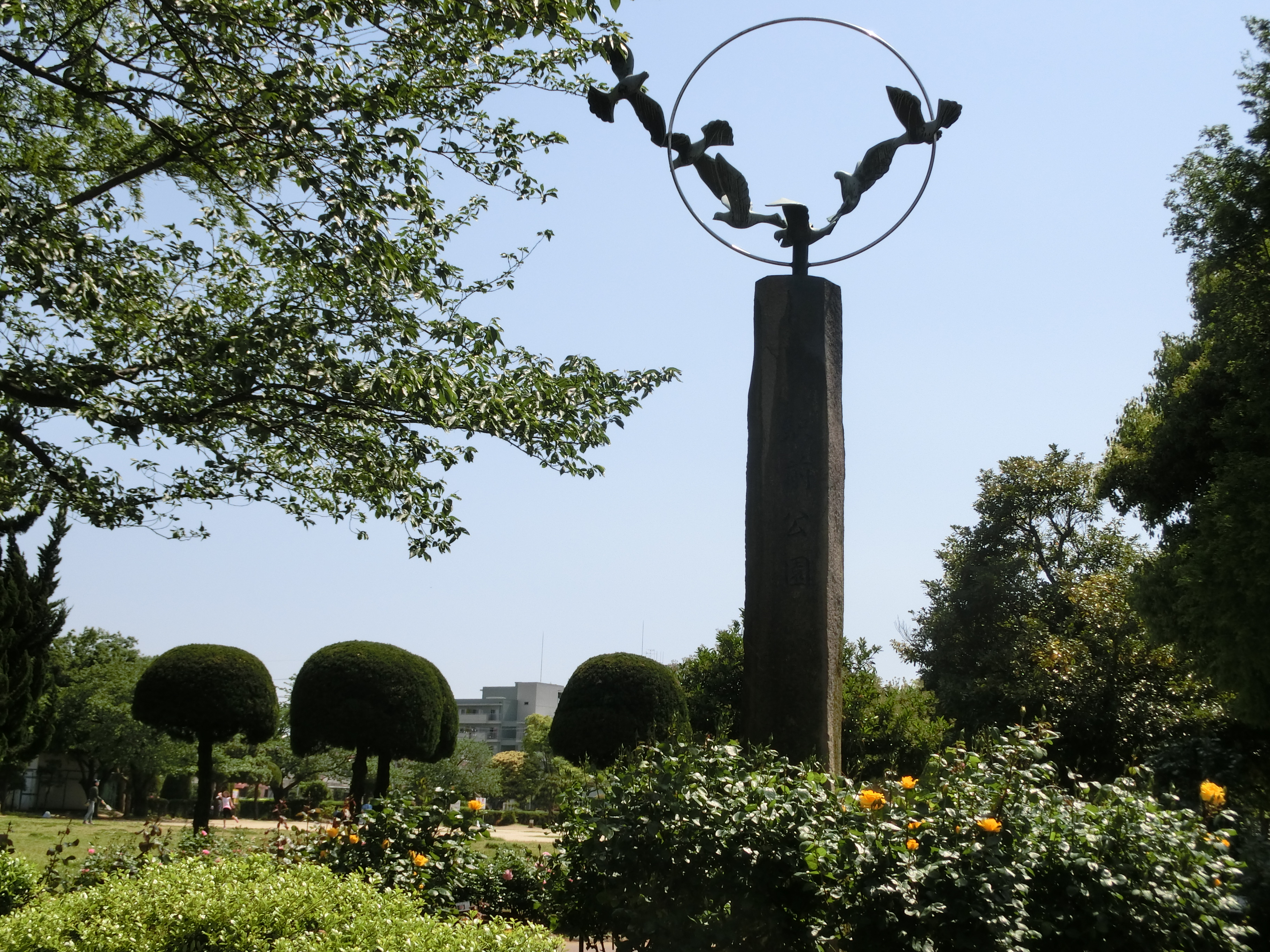
行徳駅前公園

行徳駅前公園（ぎょうとくえきまえこうえん）は、千葉県市川市の南部、行徳地区に設置された公園である。ミニSLが名物であるほか、芝生広場や噴水、公園プールといった設備がある。
1973年（1974年説もある）土地区画整理事業（市川都市計画事業）の一環で設置。
オープン当初はプールを設備した他は整備途中であり、敷地内の多くは原っぱのままだったとされる。名物のSLは1976年に市川蒸気鉄道クラブからの提案がきっかけだったという。寄贈されたレールを市川市が敷設し、運営は市川蒸気鉄道クラブに委託して現在（2015年）に至る。
ミニSLは、石炭を焚き煙を吐いて走行する（ライブスチーム）。定期的に開催される運転会では体験乗車が可能である。
プールは25mプールとひょうたん型の子供用ミニプールがある。噴水広場は1990年頃に設備された。6.0mの高さまで吹き上がる噴水を囲むようにベンチがあり、暑い日には子供が遊ぶ姿とそれを見守る親が風物となる。
公園管理事務所には大小の研修室があり、一般向けに貸し出しをしている。

## アクセス
住所
千葉県市川市湊新田2-4
最寄駅
東京メトロ東西線行徳駅より徒歩10分